# Gábor Halász (Mathematiker)
Gábor Halász (* 25. Dezember 1941 in Budapest) ist ein ungarischer Mathematiker, der sich mit analytischer Zahlentheorie befasst.
Halasz war am Mathematischen Institut der Ungarischen Akademie der Wissenschaften und lehrte an der Lorand Eötvös Universität in Budapest.
1968/1971 bewies er einen Satz über die obere Schranke von Mittelwerten multiplikativer zahlentheoretischer Funktionen mit Werten in der Einheitskreisscheibe. Nach ihm und Hugh Montgomery ist die Halász-Montgomery-Ungleichung benannt (manchmal auch nur nach Halasz benannt). Diese Arbeiten bildeten später die Grundlage für den prätentiösen Zugang zur analytischen Zahlentheorie von Andrew Granville und K. Soundararajan.
Mit Pál Turán bewies er Sätze über die Verteilung der Nullstellen der Riemannschen Zetafunktion.
1971 war er am Institute for Advanced Study.
1971 erhielt er den Alfréd Rényi Preis, 1965 und 1967 den Grünwald Preis und 1975 den Mathematikpreis der Ungarischen Akademie der Wissenschaften. Er ist Mitglied der Ungarischen Akademie der Wissenschaften.
Mit  Laszlo Lovasz, Miklós Simonovits und Vera T. Sós gab er ein Buch über die Mathematik von Paul Erdös heraus, mit dem er auch veröffentlichte.

## Schriften (Auswahl)
Soweit nicht im Hauptteil aufgeführt.
- Herausgeber mit Vera Sós: Irregularities of partitions, Springer 1989